# Minotaur (Schiff, 1867)
Die Minotaur, auch HMS Minotaur, war eine Panzerfregatte und Typschiff der Minotaur-Klasse, die in den 1860er Jahren für die Royal Navy gebaut wurden. Sie waren die längsten je gebauten Einschrauben-Kriegsschiffe. Zwischen ihrem Stapellauf und ihrer Indienststellung vergingen fast vier Jahre, da die Minotaur für die Erprobung ihrer Bewaffnung und verschiedener Segeltakelung eingesetzt wurde.
Den größten Teil ihrer aktiven Laufbahn verbrachte das Schiff als Flaggschiff des Kanalgeschwaders, unter anderem während der Flottenschau zum goldenen Jubiläum von Königin Victoria im Jahr 1887. Im Jahr 1893 wurde sie zum Schulschiff und 1905, als sie Teil der Ausbildungsschule in Harwich wurde, ausgemustert. Die Minotaur wurde mehrmals umbenannt, bevor sie 1922  verkauft und im folgenden Jahr abgewrackt wurde.

## Dienst
Die Minotaur wurde schließlich in Portsmouth als Flaggschiff des Kanalgeschwaders in Dienst gestellt, eine Position, die sie bis 1873 innehatte. Im Jahr 1872 rammte das Schiff beim Auslaufen aus dem Belfast Lough beinahe das Panzerschiff Bellerophon. Die Minotaur verlor ihren Bugspriet und die Vorbramstenge, während die Bellerophon nur geringfügige Schäden erlitt. 1873 wurde das Schiff einer langen Überholung unterzogen und konnte 1875 ihre Position im Kanalgeschwader wieder aufnehmen. Die Minotaur war das erste Schiff der Royal Navy, das 1876 einen elektrischen Suchscheinwerfer erhielt.
Während einer Flottenschau zur Ehren des goldenen Thronjubiläums von Königin Victoria am 23. Juli 1887 diente das Schiff als Flaggschiff für Vizeadmiral William Hewett, der sich 1854 bei der Belagerung von Sewastopol das Victoria-Kreuz verdient hatte. Die Minotaur wurde Ende 1887 in Portsmouth ausgemustert und bis 1893 der Reserve zugeteilt, bis sie zu einem Ausbildungsschiff wurde. Im März 1904 wurde sie in Boscawen umbenannt und 1905 nach Harwich verlegt. Das Schiff wurde am 11. Juni 1906 in Ganges und am 25. April 1908 in Ganges II umbenannt. Sie wurde am 30. Januar 1922 zum Abwracken verkauft.

## Konstruktion
Die Panzerfregatten der Minotaur-Klasse nach dem Entwurf von Isaac Watts waren im Wesentlichen vergrößerte Versionen des Panzerschiffs Achilles mit stärkerer Bewaffnung, Panzerung und leistungsfähigerem Antrieb. Die Fregatten behielten den Grundriss ihres Vorgängers bei, waren aber an den Seiten vollständig gepanzert, um die 50 Kanonen zu schützen, die sie tragen sollten. Jedes Schiff war mit einem pflugförmigen Rammsporn ausgestattet, der ebenfalls stärker ausgeprägt war als der der Achilles. Die Kosten zum Bau des Schiffes betrugen 478.855 £, davon 377.325 £ für den Rumpf und 79.505 £ für die Maschinenanlage.
Die Minotaur hatte eine Länge zwischen den Loten von 122 m und eine Länge über alles von 124 m. Sie hatte eine Breite von 18,14 m einen Tiefgang von 8,46 m und verdrängte 10.861 t. Der Rumpf war durch 15 wasserdichte Querschotten unterteilt und hatte einen doppelten Boden unterhalb der Maschinen- und Kesselräume.
Die Minotaur galt als „äußerst hochseetauglich stellte eine solide Geschützplattform, war aber unter Dampf unhandlich und unter Segel praktisch unmanövrierbar“. Durch den Einbau einer dampfgetriebenen Steuerung im Jahr 1875 wurden ihre Manövriereigenschaften erheblich verbessert, und Vizeadmiral Philip Colomb bezeichnete sie 1890 als „eines unserer besten Manöverschiffe, die wir in der Marine haben“. Die Stabilität des Schiffes war zum Teil das Ergebnis seiner metazentrischen Höhe von 1,20 m. Die Minotaur sollte ursprünglich Elephant heißen, zu Ehren des Schiffes, das Horatio Nelson siebzig Jahre zuvor kommandiert hatte, aber während des Baus wurde ihr Name in Minotaur geändert. Sie wurde am 12. September 1861 in den Thames Ironworks in Blackwall, London, auf Kiel gelegt lief am 12. Dezember 1863 vom Stapel und wurde am 19. Dezember 1869 fertiggestellt.

### Antrieb
Die Minotaur war mit  einer 2 Zyl.- Dampfmaschine von John Penn and Sons ausgestattet, die eine Welle antrieb und insgesamt 6.700 PS (4.928  kW) entwickelten, mit der sie eine Höchstgeschwindigkeit von 14 Knoten (27 km/h) erreichte. Der Dampf wurde von Zehn rechteckigen Flammrohrkessel geliefert. Die Maschine leistete bei der Probefahrt am 10. Mai 1867 insgesamt 6.700 PSi bei einer Höchstgeschwindigkeit von 14,32 Knoten (26,52 km/h). Das Schiff konnte maximal 760 t Kohle mitführen, was ihr bei 7,5 Knoten (13,9 km/h) eine Reichweite von 1.500 Seemeilen (2.800 km) ermöglichte. Die Besatzung des Schiffes bestand aus 800 Offizieren und Mannschaft. Das Schiff hatte fünf Masten und eine Segelfläche von 3.008 m². Da die Schiffsschraube zur Verringerung des Strömungswiderstands nur abgekoppelt und nicht in das Heck des Schiffes hochgezogen werden konnte, erreichte die Minotaur unter Segeln nur eine Geschwindigkeit von 9,5 Knoten (17,6 km/h). Beide Schornsteine waren halb einziehbar, um den Luftwiderstand unter Segel zu verringern. Schließlich wurden in den 1870ern zwei ihrer fünf Masten entfernt und sie zu einer Bark umgerüstet. Admiral George A. Ballard beschrieb die Minotaur und ihre Schwestern als „die langweiligsten Darsteller unter Segeltuch der gesamten bemasten Flotte ihrer Zeit, und kein Schiff hat                                                                                                                                   jemals so viel Kleidung für so wenig Zweck getragen“.

### Bewaffnung
Die Bewaffnung der Schiffe der Minotaur-Klasse sollte aus 40 110-Pfünder-Kanonen mit Kaliber 17,9 cm auf dem Hauptdeck und 10 weiteren auf dem Oberdeck auf Schwenklafetten bestehen. Das Geschütz war eine Neuentwicklung von Armstrong, erwies sich jedoch einige Jahre nach seiner Einführung als Fehlschlag. Das Geschütz wurde zurückgezogen, bevor die Schiffe der Minotaur-Klasse überhaupt eines erhalten hatten. Sie wurden stattdessen mit einer Mischung aus Vorderladerkanonen mit Kaliber 17,9 cm und 22,7 cm bewaffnet. Alle vier Neun-Zoll- und 20 Sieben-Zoll-Geschütze waren auf dem Hauptdeck montiert, während vier Sieben-Zoll-Geschütze auf dem Oberdeck als Verfolgungsgeschütze angebracht waren. Das Schiff erhielt außerdem acht 24-Pfünder-Messinghaubitzen, die als Salutkanonen eingesetzt wurden. Die Geschützpforten waren 0,80 m breit, so dass jedes Geschütz 30° nach vorne und nach hinten feuern konnte. Das Geschoss der 22,7-cm-Kanone wog 115,2 kg, während die Kanone selbst 12 t wog. Es hatte eine Mündungsgeschwindigkeit von 430 m/s und konnte eine 287 mm dicke Schmiedeeisenplatte durchschlagen. Das 17,9-cm-Geschütz wog 6,6 t und verschoss eine 50,8 kg schwere Granate. Es war in der Lage, eine 196-mm-Panzerung zu durchschlagen.
Die Minotaur wurde von 1873 bis 1875 umgerüstet mit siebzehn 22,7-cm-Vorderladerkanonen und zwei 20-Pfund-Hinterlader Kanonen. 14 der 22,7-cm-Geschütze waren auf dem Hauptdeck aufgestellt, zwei als vordere Verfolgungsgeschütze und eines als achteres. Um 1883 wurden zwei 22,7-cm-Vorderladerkanonen durch zwei 15,2-cm-Hinterladerkanonen ersetzt. Von 1891 bis 1892 wurden vier 12,0-cm-Schnellfeuergeschütze, acht 4,7-cm-Hotchkiss-Kanonen, acht Maschinengewehre und zwei Torpedorohre installiert.

### Panzerung
Die gesamte Seite der Schiffe der Minotaur-Klasse war durch eine schmiedeeiserne Panzerung geschützt, die sich von 140 mm mittschiffs auf 114 mm an den Enden verjüngte, mit Ausnahme eines Teils des Bugs zwischen Ober- und Hauptdeck. Die Panzerung reichte 1,8 m unter die Wasserlinie. Ein einzelnes 140-mm-Querschott schützte die vorderen Jagdgeschütze auf dem Oberdeck. Die Panzerung wurde auf 254 mm Teakholz aufgebracht.